# Arçay, Vienne
Arçay är en kommun i departementet Vienne i regionen Nouvelle-Aquitaine i västra Frankrike. Kommunen ligger i kantonen Loudun som tillhör arrondissementet Châtellerault. År 2022 hade Arçay 342 invånare.

## Befolkningsutveckling
| Befolkningsutvecklingen i Arçay 1968–2021 | Befolkningsutvecklingen i Arçay 1968–2021 | Befolkningsutvecklingen i Arçay 1968–2021 | Befolkningsutvecklingen i Arçay 1968–2021 | Befolkningsutvecklingen i Arçay 1968–2021 |
| ----------------------------------------- | ----------------------------------------- | ----------------------------------------- | ----------------------------------------- | ----------------------------------------- |
|                                           |                                           |                                           |                                           |                                           |
| År                                        |                                           |                                           | Folkmängd                                 |                                           |
| 1968                                      | 1968                                      |                                           | 503                                       |                                           |
| 1975                                      | 1975                                      |                                           | 423                                       |                                           |
| 1982                                      | 1982                                      |                                           | 446                                       |                                           |
| 1990                                      | 1990                                      |                                           | 419                                       |                                           |
| 1999                                      | 1999                                      |                                           | 406                                       |                                           |
| 2007                                      | 2007                                      |                                           | 405                                       |                                           |
| 2015                                      | 2015                                      |                                           | 371                                       |                                           |
| 2021                                      | 2021                                      |                                           | 337                                       |                                           |